# Sváby András
Sváby András (Budapest, 1967. október 24. –) magyar televíziós műsorvezető, producer, újságíró. Édesapja Sváby Lajos Kossuth-díjas festőművész.

## Élete
Főiskolai tanulmányait a Debreceni Agrártudományi Egyetem hódmezővásárhelyi Főiskolai Karán végezte 1988 és 1991 között. Az agrármérnöki végzettség megszerzése után a Magyar Rádiónál kapott állást. Kezdetben a Krónika riportere volt, amelynek később a szerkesztője és vezetője lett. 1993–1994-ben a rádió pekingi tudósítójaként dolgozott. 1997-ig rádiózott, amellyel párhuzamosan a Magyar Televíziónál is dolgozott. 1992–1993-ban az Esti Egyenleg című hírműsor riportere, illetve 1994 és 1996 között az Objektív című műsor főszerkesztője és a Háló szerkesztője volt. Az országos kereskedelmi televíziók 1997-es indulásakor, a TV2 egyik alapító munkatársa lett. Legismertebb magazinját Napló címen sugározták, amelynek szerkesztő-műsorvezetője, illetve 1998-tól, 2007-es távozásáig főszerkesztő-helyettese volt. Emellett a Jó estét Magyarország című hírműsor bemondójaként és más műsorokban is dolgozott. 2000-ben Kereszty Gáborral megalapította az Interaktív Televíziós Műsorkészítő Kft.-t, amelynek 2002 és 2007 között ügyvezető igazgatója volt. 2007-ben távozott a TV2 csatornától.
10 évvel később, 2017. március 12-én új, saját műsorral, a Heti Naplóval tért vissza az ATV televíziós csatornához.

## Családja
Édesapja Sváby Lajos Kossuth-díjas, zsidó származású festőművész. Elvált, volt feleségével, Enikővel két közös gyermekük van, Péter és Tamás. Élettársától, Andreától született legkisebb, Milán nevű fia.
Van egy háziállata, akit néha a Heti Napló Sváby Andrással, #Bochkor forgatására is bevitt. A keverék kutya neve Karcsika. Instagram oldala is van: Karcsi On Air néven.

## Főbb filmjei, műsorai
- Mutató (televízió, műsorvezető)
- Az elveszett járat (dokumentumfilm, rendező)
- Üvegtigris 2. (cameo, 2006)
- Nem a Te napod! (műsorvezető, 2006)
- Egy a 100 ellen (műsorvezető, 2007)
- Az Árulók – Gyilkosság a kastélyban (Ártatlan 2023-2024.)

## Díjai
- Story Ötcsillag-díj (2002) – az év tévés és rádiós műsorvezetője
- Szécsi Pál-díj (2007)